# Sigismund von Burgund

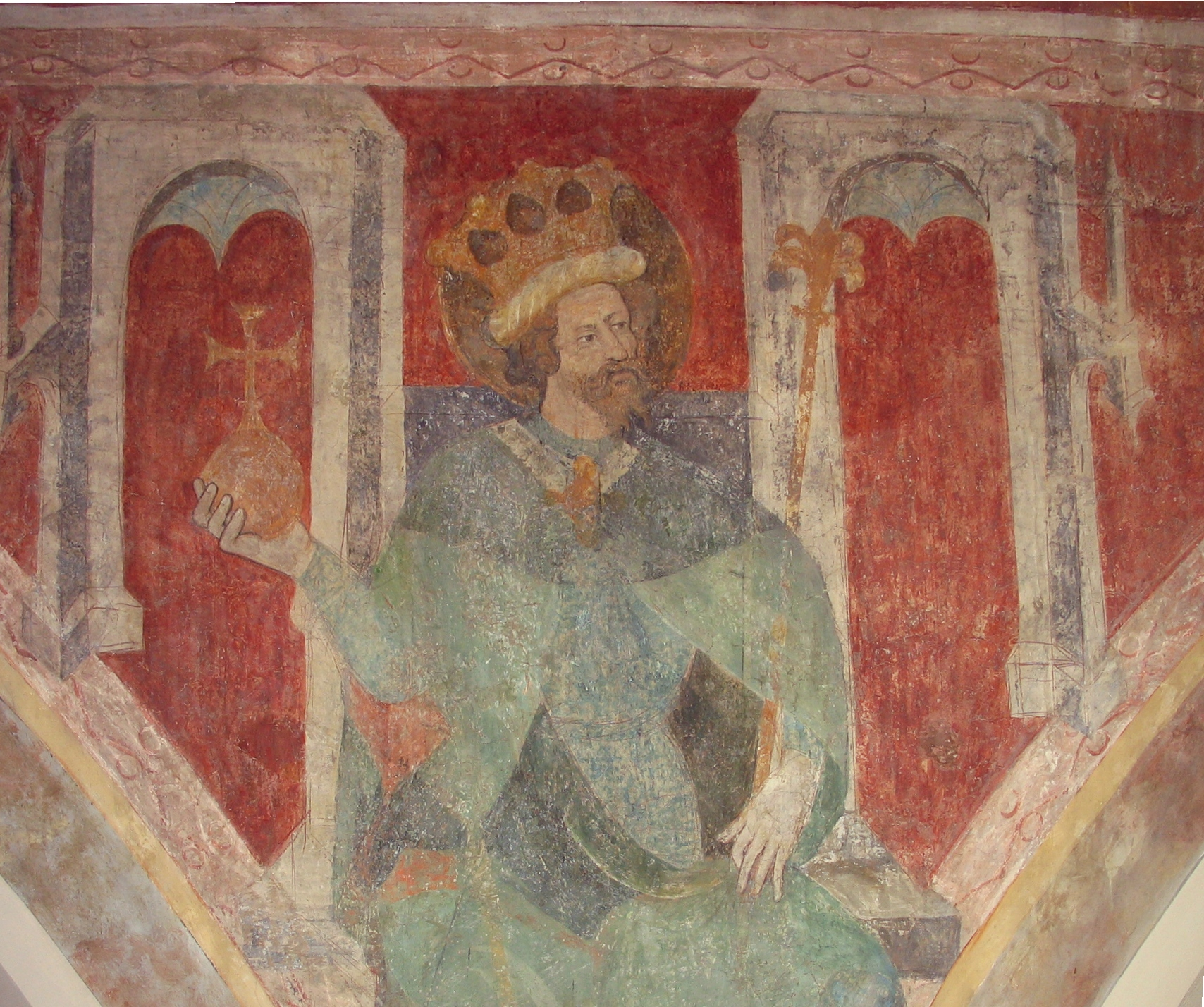
Sigismund von Burgund. Fresko in der Dreifaltigkeitskirche (Konstanz), entstanden zwischen 1417 und 1437

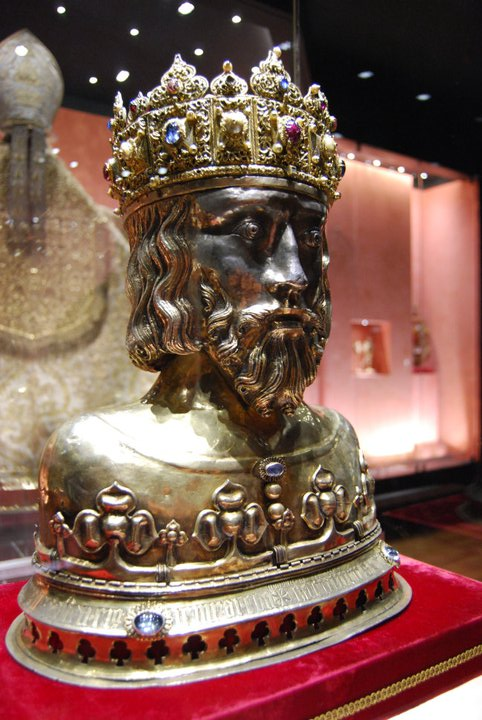
Sigismund-Reliquiar in Płock

Sigismund oder Sigmund († 1. Mai 523/24 in Saint-Péravy-la-Colombe) war ein Sohn des Burgundenkönigs Gundobad und seit dem Jahr 516 dessen Nachfolger. Seine Mutter war vermutlich Caretene. Er wird von der katholischen Kirche als Heiliger verehrt; sein Gedenktag ist der 1. Mai (im Erzbistum München-Freising der 2. Mai).

## Leben
Während Gundobad Arianer war, ließ sich Sigismund im Jahr 497 – gegen den Willen seines Vaters – vom Bischof Avitus von Vienne katholisch taufen.
Im Jahr 501, nachdem Gundobad seinen Bruder Godegisel, den Teilkönig in Genf, hatte ermorden lassen, setzte er dort Sigismund als dessen Nachfolger ein. Von seinem Vater übernahm Sigismund den Amtstitel magister militum; anlässlich seiner Herrschaftsübernahme im Jahr 516 verlieh ihm der oströmische Kaiser Anastasios I. zudem offenbar den Ehrentitel patricius.
Wahrscheinlich im Folgejahr verheiratete Sigismund seine Tochter mit dem Frankenkönig Theuderich I. († 533); in einigen Quellen wird der Name dieser Tochter mit Suavegotta angegeben, in anderen Quellen gilt Suavegotta als Name von Theuderichs vorheriger Ehefrau.
Im Jahr 523 ließ Sigismund seinen Sohn Sigerich erdrosseln, da er ihn verdächtigte, sich gegen ihn verschworen zu haben. Dieser Mord löste eine Krise zwischen den Ostgoten und den Burgundern aus, was die Franken, insbesondere Theuderichs Halbbrüder unter Führung Chlodomers, nicht aber Theuderich selbst, ausnutzten, um das nun politisch isolierte Burgundenreich anzugreifen. Sigismund unterlag in einer Schlacht den Franken; er, seine Frau und seine zwei Söhne gerieten durch Verrat in die Gefangenschaft der Franken (siehe Burgundenkrieg).
Sigismunds Bruder und Nachfolger Godomar II. gelang es, das Blatt zu wenden. Mit Unterstützung der Ostgoten setzte er 524 zum Gegenangriff an, woraufhin Chlodomer den Befehl gab, Sigismund und seine Familie zu töten. Das geschah am 1. Mai 523 oder 524, indem man sie kopfüber in einen Brunnen stürzte; seitdem gilt Sigismund als christlicher Märtyrer. Am 25. Juni 524 erreichte Godomar in der Schlacht bei Vézeronce einen Sieg über die Franken, bei dem Chlodomer selbst fiel. Die Franken zogen sich danach zurück und gaben den Kampf vorläufig auf.

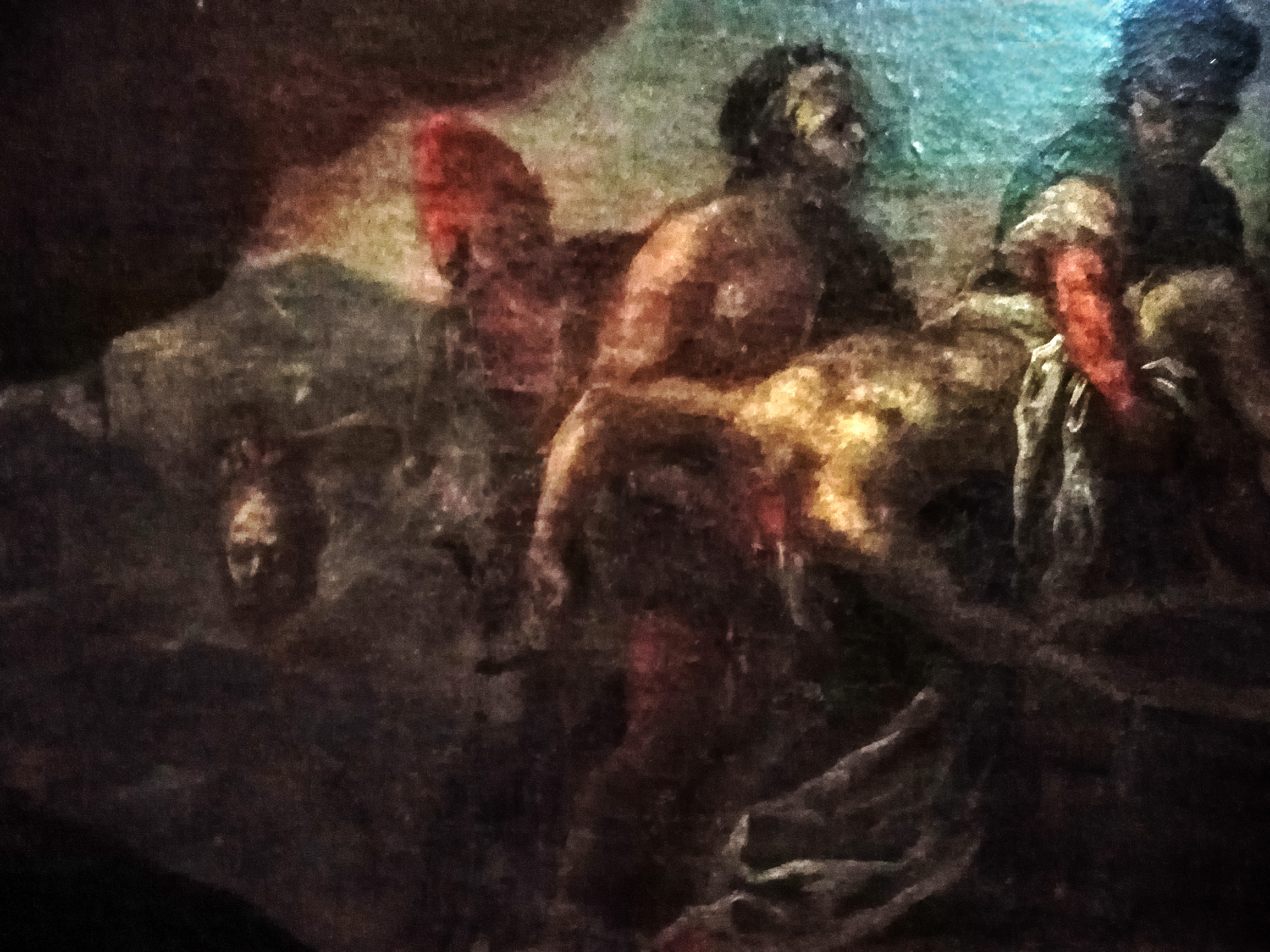
St. Otmar (Hochmössingen) – Martyrium des heiligen Sigismund (Johann Georg Bergmüller, 1729)

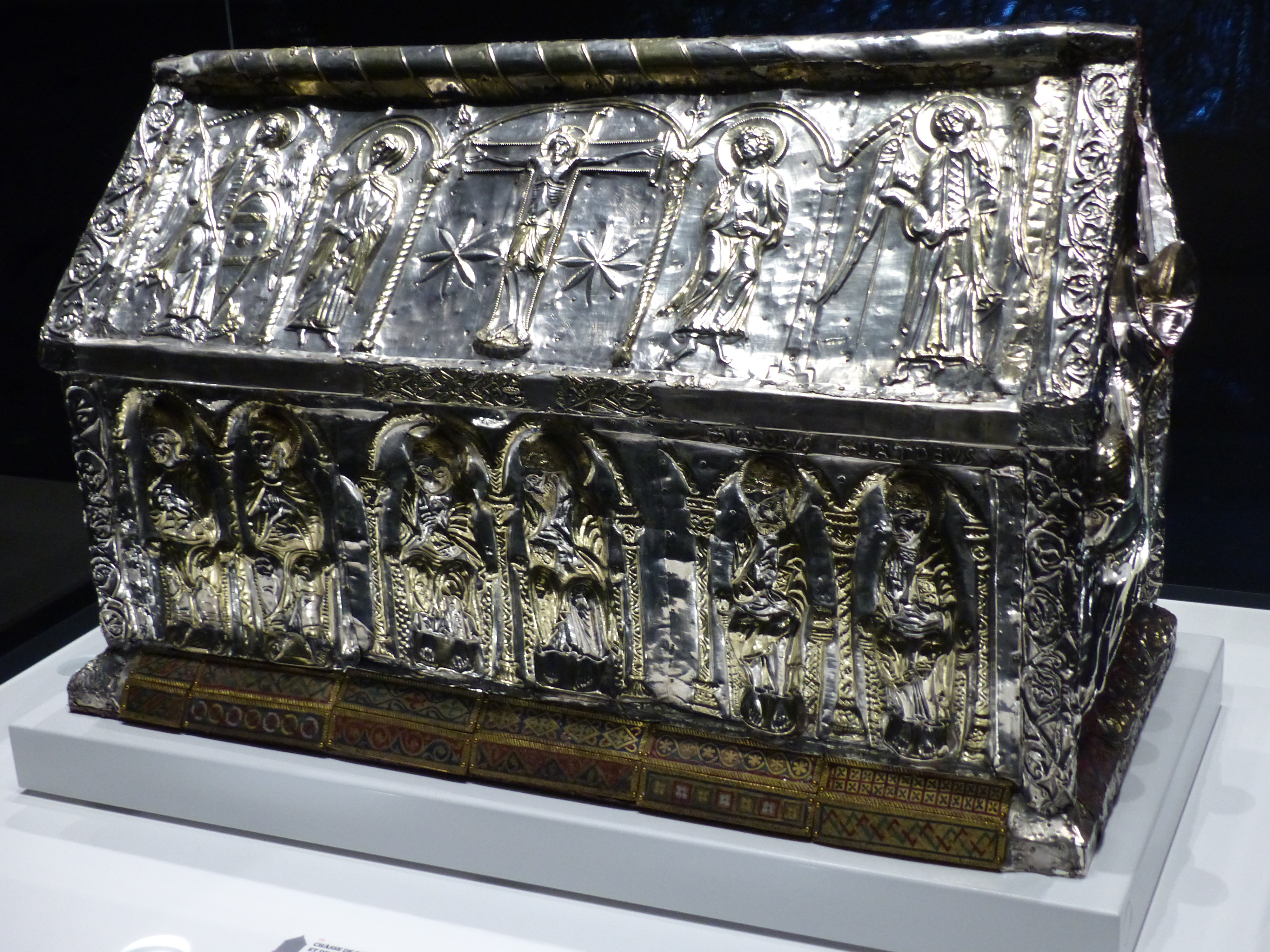
Schrein von Sigismund und seinen Söhnen in der Abtei Saint-Maurice, heute in der dortigen Schatzkammer (ca. 1150–1200)

## Verehrung
Drei Jahre nach seinem Tod wurde Sigismunds Leichnam geborgen und anschließend in der Johannes-Kapelle in der Abtei Saint-Maurice (St. Maurice, Wallis), dem Kloster, das er kurz zuvor (515) selbst gestiftet und in das er sich danach einige Zeit zurückgezogen hatte, beigesetzt (Reliquientranslation). Seine Gebeine kamen teilweise als Reliquien nach Prag und im 14. Jahrhundert nach Freising, wo die Übertragung seiner Gebeine jährlich am 5. September gefeiert wird.
Sigismund ist der Patron der Stadt Cremona sowie Namensgeber der Orte mit Namen Sankt Sigmund, San Sigismondo, Saint-Sigismond, ihm sind eine Anzahl von Kirchen gewidmet. Er wird gegen Sumpffieber und Bruchleiden angerufen.

## Darstellung
Sigismund von Burgund wird oft in königlicher Kleidung und auf einem Thron sitzend mit Zepter und Reichsapfel dargestellt. In einigen Fällen ist das Zepter durch ein Schwert ersetzt, da es auch die Überlieferung gibt, dass er und seine Familie, bevor sie in den Brunnen geworfen wurden, enthauptet worden seien. Ein Bild aus einer Handschrift der Grandes Chroniques de France aus dem 15. Jahrhundert zeigt, wie Chlodomer die Hinrichtung des mit verbundenen Augen vor ihm knienden Sigismund befiehlt, dahinter der Scharfrichter mit erhobenem Beil.

## Familie
Er war verheiratet mit Ostrogotho, einer Tochter von Theoderich dem Großen (475–526). Seine Kinder waren:
- Gisald († 1. Mai 523/24), ermordet mit seinem Vater auf Befehl von Chlodomer
- Gondebaud († 1. Mai 523/24), ermordet mit seinem Vater auf Befehl von Chlodomer
- Sigrich († 522/523), auf Befehl von Sigismund erdrosselt
- Suavegotho, verheiratet mit Theuderich I.